# 대송전기지조광윤
《대송전기지조광윤》(중국어 간체자: 大宋传奇之赵匡胤, 정체자: 大宋傳奇之趙匡胤, 병음: Mǐ yuè zhuàn 대쑹촨치즈자오쾅인[*])은 중국의 텔레비전 드라마이다.

## 등장 인물
- 천젠빈(陈建斌) : 조광윤(趙匡胤) 역
- 은도(殷桃) : 왕월홍(王月虹)/화예부인(花蕊夫人) 역
- 소봉(邵峰) : 조광의(趙光義) 역
- 왕회춘(王绘春) : 조보(趙普) 역